# Estelle Balet
Estelle Balet (* 19. Dezember 1994 in Vercorin; † 19. April 2016 bei Orsières) war eine Schweizer Freeride-Sportlerin, die zweimal Weltmeisterin wurde.

## Werdegang
Estelle Balet lernte im Alter von zehn Jahren Snowboarden. Später spezialisierte sie sich auf das Freeriden im Wald und in tiefem Pulverschnee sowie an Steilwänden.
Mit einem zweiten Platz beim Xtreme Verbier 2013 qualifizierte sie sich für die Freeride World Tour (FWT) im Folgejahr und wurde im März 2014 nach dem letzten der sechs Rennen der Saison Vize-Weltmeisterin. 2015 gewann Balet dann als bislang jüngste Teilnehmerin den Weltmeistertitel im Snowboard-Freeride. Im Dezember wurde sie im Kanton Wallis als Sportlerin des Jahres 2015 gekürt. Im April 2016 verteidigte sie ihren Titel.
Am Morgen des 19. April 2016 starb Estelle Balet mit 21 Jahren während der Dreharbeiten zu einem Film durch eine Lawine auf dem Le Portalet (Mont-Blanc-Gruppe). Sie flog am Dienstagmorgen mit der Schweizer Extremsportlerin Géraldine Fasnacht und einem Bergführer mit einem Helikopter zum Gipfel. Als erste befuhr Fasnacht den Hang, anschliessend startete Estelle Balet in ein benachbartes Couloir. Dort wurde sie von einer Lawine erfasst, die sie etwa eintausend Meter mitriss.